# Franci Slak
Franci Slak, slovenski filmski, televizijski režiser, scenarist, pedagog in politik, * 1. februar 1953, Krško, † 27. oktober 2007, Ljubljana.

## Življenjepis
Slak je v Kopru končal osnovno šolo in gimnazijo. Filmsko režijo je študiral na ljubljanski AGRFT in ga nadaljeval v Lodžu na Poljskem, kjer je leta 1978 magistriral. Od leta 1980 do smrti je bil predavatelj na Akademiji za gledališče, radio, film in televizijo v Ljubljani. Med njegova najbolj odmevna dela štejemo filme Butnskala, televizijsko nadaljevanko v petih delih Prešeren, Ko zaprem oči in Hudodelci.
Trikrat je prejel Badjurovo nagrado (1981, 1985 in 1987) in enkrat Nagrado Prešernovega sklada (1988).
Bil je tudi predsednik Programskega sveta Aktivne Slovenije. Kot kandidat te politične stranke se je neuspešno potegoval za položaj župana Ljubljane v letu 2006.
Po hudi bolezni je 27. oktobra tragično preminul. Pred smrtjo je posnel nizkoproračunski avtobiografski film z naslovom Kakor v nebesih, tako na zemlji, ki je bil javno predvajan v decembru leta 2007 na RTV Slovenija
Njegov brat Jože Slak Đoka je bil slikar.

## Dela
Režiser
- Kakor v nebesih, tako na zemlji (2007)
- Pesnikov portret z dvojnikom (2002)
- Pet majskih dni (1998)
- Ko zaprem oči (1993)
- Hudodelci (1987)
- Butnskala (1985)
- Eva (1983)
- Krizno obdobje (1981)

Producent
- Tu pa tam (2004)
- Slepa pega (2002)
- Outsider (1997)
- Ko zaprem oči (1993)

Scenarist
- Kakor v nebesih tako na zemlji (2007)
- Ko zaprem oči (1993)
- Hudodelci (1987)
- Krizno obdobje (1981)